# 머나먼 항해
《머나먼 항해》(The Long Voyage Home)는 미국에서 제작된 존 포드 감독의 1940년 드라마, 전쟁 영화이다. 유진 오닐의 동명 희곡이 영화의 원작이다. 존 웨인 등이 주연으로 출연하였고 존 포드 등이 제작에 참여하였다.

## 출연

### 주연
- 존 웨인
- 토마스 밋첼

### 조연
- 이안 헌터
- 베리 피츠제럴드
- 윌프리드 로우슨
- 존 쿠알른
- 밀드레드 너튁
- 워드 본드
- 아서 쉴즈
- 조 소여
- J.M. 케리건
- 라파엘라 오티아노
- 카멘 모라레스
- 잭 페닉
- 밥 페리
- 콩스탕트 프랑케
- 콘스탄틴 로마노프
- 대니 보제이지
- 해리 텐브룩
- 시릴 맥라글렌
- 더글러스 월턴
- 빌리 베밴
- 제인 크로리
- 카멘 단토니오
- 제임스 플러빈
- 가이 킹스포드
- 티나 미나드
- 아트 마일즈
- 라이오넬 페이프
- 카이 로빈슨
- 리 슘웨이
- 윈덤 스탠딩
- 새미 스타인
- 블루 워싱턴
- 해리 우즈

## 기타
- 각색: 더들리 니콜스
- 세트: 줄리아 헤론
- 원작: 유진 오닐